# Wereldkampioenschappen schaatsen afstanden 2009 - 1500 meter mannen
De wereldkampioenschappen schaatsen afstanden 2009 - 1500 meter mannen werd gehouden op donderdag 12 maart 2009 op de Richmond Olympic Oval in Richmond, Canada.

## Statistieken
Voor het eerst sinds 1996 eindigden er op het podium geen Nederlandse schaatsers; beste Nederlander was Stefan Groothuis op de zevende plaats.

### Uitslag
| #      | Schaatser                 | Tijd    |
| ------ | ------------------------- | ------- |
| Goud   | Shani Davis               | 1.46,17 |
| Zilver | Trevor Marsicano          | 1.46,30 |
| Brons  | Denny Morrison            | 1.47,05 |
| 4      | Chad Hedrick              | 1.47,08 |
| 5      | Håvard Bøkko              | 1.47,14 |
| 6      | Enrico Fabris             | 1.47,55 |
| 7      | Stefan Groothuis          | 1.47,56 |
| 8      | Sven Kramer               | 1.47,79 |
| 9      | Mark Tuitert              | 1.47,94 |
| 10     | Ivan Skobrev              | 1.47,97 |
| 11     | Mo Tae-Bum                | 1.48,07 |
| 12     | Christoffer Fagerli Rukke | 1.48,12 |
| 13     | Lucas Makowsky            | 1.48,55 |
| 14     | Konrad Niedźwiedzki       | 1.48,62 |
| 15     | Jörg Dallmann             | 1.49,28 |
| 16     | Steven Elm                | 1.49,47 |
| 17     | Tobias Schneider          | 1.49,57 |
| 18     | Lee Jong-Woo              | 1.49,60 |
| 19     | Daniel Friberg            | 1.49,70 |
| 20     | Jevgeni Lalenkov          | 1.49,93 |
| 21     | Teruhiro Sugimori         | 1.50,79 |
| 22     | Jan Friesinger            | 1.50,91 |
| 23     | Johan Röjler              | 1.52,00 |
| 24     | Pascal Briand             | 1.53,11 |

### Loting
| Rit | Binnenbaan          | Buitenbaan                |
| --- | ------------------- | ------------------------- |
| 1   | Johan Röjler        | Pascal Briand             |
| 2   | Mo Tae-Bum          | Jan Friesinger            |
| 3   | Konrad Niedźwiedzki | Jörg Dallmann             |
| 4   | Daniel Friberg      | Tobias Schneider          |
| 5   | Steven Elm          | Ivan Skobrev              |
| 6   | Lee Jong-Woo        | Teruhiro Sugimori         |
| 7   | Lucas Makowsky      | Christoffer Fagerli Rukke |
| 8   | Jevgeni Lalenkov    | Stefan Groothuis          |
| 9   | Mark Tuitert        | Chad Hedrick              |
| 10  | Denny Morrison      | Sven Kramer               |
| 11  | Håvard Bøkko        | Trevor Marsicano          |
| 12  | Enrico Fabris       | Shani Davis               |

1996 · 
1997 · 
1998 · 
1999 · 
2000 · 
2001 · 
2003 · 
2004 · 
2005 · 
2007 · 
2008 · 
2009 · 
2011 · 
2012 · 
2013 · 
2015 · 
2016 · 
2017 · 
2019 ·
2020 ·
2021 ·
2023 ·
2024 ·
2025